# Рубана Хак
Рубана Хак (бенг. রুবানা হক; род. 9 февраля 1964, Ноакхали, Восточный Пакистан) — бангладешская предпринимательница, преподавательница университета и поэтесса. С февраля 2022 года она занимает должность проректора Азиатского университета для женщин (AUW).
Рубана — председатель Mohammadi Group, бангладешского конгломерата была избрана первой женщиной-президентом BGMEA, и работала в этой должности в 2019—2021 годах. Она вошла в список 100 женщин Би-би-си в 2013 году.

## Ранняя жизнь и образование
Рубана родилась 9 февраля 1964 года в Дакке. Она получила образование в школе Viqarunnisa Noon и колледже Holy Cross, степень магистра по английской литературе в 2008 году в Университете Ист-Вест и степень доктора философии в Джадавпурском университете в 2018 году.

## Карьера
С 1995 по 2017 год Рубана занимала должность управляющего директора Mohammadi Group, конгломерата по производству одежды, основанного её мужем, бывшим мэром Северной Дакки Аннисулом Хаком. Рубана занимала должность генерального директора TV Southasia с 2006 по 2010 год.
В 2017 году после смерти Аннисула она стала председателем Mohammadi Group.
В 2019 году она стала первой женщиной, избранной президентом Бангладешской ассоциации производителей и экспортеров одежды (BGMEA). Рубана также входит в советы директоров BGMEA, Хартии индустрии моды РКИК ООН, Азиатского женского университета (AUW) и НКО Гоно Сахаджо Шангстха (GSS).
15 февраля 2022 года Рубана стала вице-канцлером Азиатского университета для женщин и ушла с поста президента BGMEA. В BGMEA её заменила председатель Crony Group Нила Хосне Ара.

## Награды и признания
Рубана была отмечена в списке 100 женщин Би-би-си. В 2014 году она была удостоена премии DHL — Daily Star Bangladesh Business Award в номинации «Выдающаяся деловая женщина года».

## Личная жизнь
В семье Хакков трое детей.